# Nausikaá

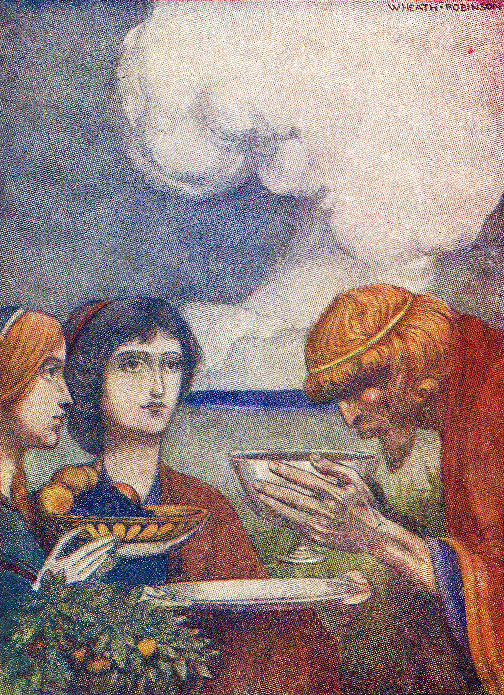
Nausikaá a její služebné přináší Oddyseovi víno, W. Heath Robinson

Nausikaá, starořecky Ναυσικάα, latinsky Nausicaa, je řecké mytologii dcera fajáckého krále Alkinoa a jeho manželky Áréty. Podle Oddyseie se ujala Odyssea, jenž ztroskotal v zemi Fajáků, podle pozdějších zdrojů si později vzala jeho syna Télemacha.

## Popis

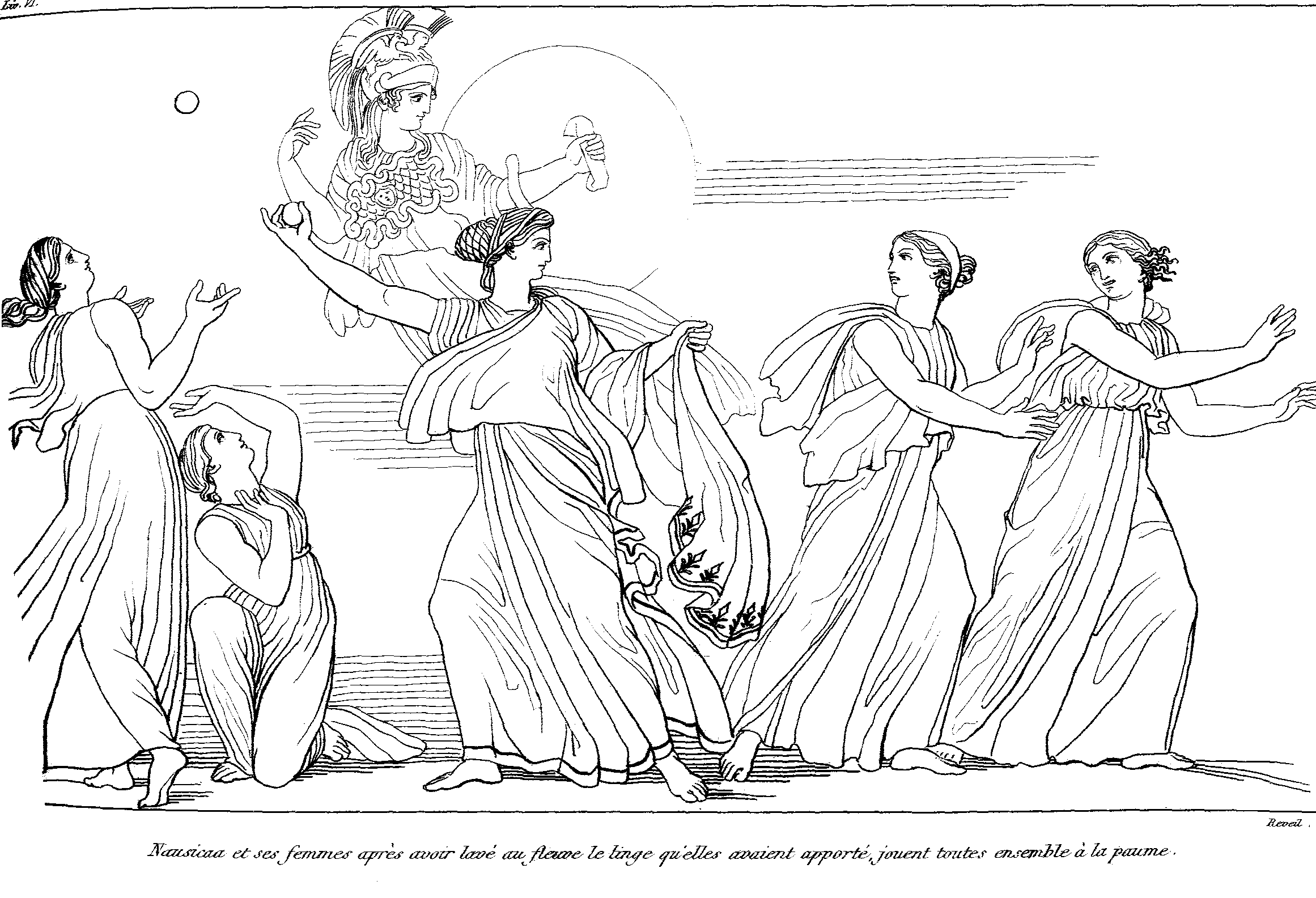
Nausikaá a služebné, ilustrace Johna Flaxmana, 1810

Byla dcerou fajáckého krále Alkinoa (Alcinou, Alkínoös) a jeho manželky a sestry Árété. Podle Homérovy Odysseie (Odysseía) se ujala ithackého krále Odyssea, když doplaval na ostrov Fajáků po útěku od nymfy Kalypsó a přivedla ho do paláce svého otce. Země Fajáků, zvaná Scheria, bývá ztotožňována s ostrovem Korfu.
Podle legendy byla Nausikaá tak krásná, že se Odysseus v první chvíli domníval, že se mu zjevila bohyně.
Zmínky o Odysseovi a jeho zážitcích s Alkinoem a hosty jsou na několika místech Homérovy Odysseie. Král Alkinoos prokazuje Odysseovi čest a obdaří ho loděmi, které mohou konečně dovézt hrdinu zpět do Ithaky. Homér líčí, že Nausikaá se s Odysseem seznámila při míčové hře: „Po práci vykoupaly se družky, olejem se natřely a zatím čekajíce, až by prádlo uschlo, do hry se daly. Královská dceř mezi nimi, sama též rej zavádí. Však Athéné řídí její ruku. Chtějíc hoditi po služce Nausikaá chybila a míč upadl do hlubokého víru. Hlasitě vzkřikly dívky. A křikem tím probudil se Odysseus.“ (překlad Jan Šafránek) Jde o jednu z prvních zmínek o sportu ve světové beletrii, spisovatelka Agallis, žijící ve 2. století n. l., z toho soudí, že Nausikaá vynalezla míčové hry.
Podle Aristotela si Nausikaá vzala za muže Télemacha, syna Odyssea a Pénelopé. Měli spolu syna, jehož jméno mohlo být Perseptolis nebo Ptoliporthus.
Samuel Butler publikoval teorii, podle níž je Nausikaá skutečnou autorkou Odyssey. Vychází z toho, že scéna jejího setkání s Odysseem je nejživější a nejdetailnější částí eposu.
Bylo po ní pojmenováno velké veřejné akvárium Nausicaä Centre National de la Mer ve francouzském Boulogne-sur-Mer, píseň Zoltána Kodályho a asteroid 192 Nausikaa.